# Maison de l'Ange (Châteaubriant)
Ne doit pas être confondue avec la Maison de l'Ange à Bruxelles, la Maison à l'Ange à Strasbourg ou la Maison de l'Ange à Montferrand
La maison de l'Ange se situe sur la commune de Châteaubriant, dans le département français de la Loire-Atlantique en région Pays de la Loire. Elle est inscrite aux monuments historiques par arrêté du 7 janvier 1926 .

## Présentation
Maison à colombages sur soubassements de pierre, la Maison de l'Ange tire son nom d'un ange sculpté dans un chevron de la façade.

## Personnalités liées au lieu
Une plaque apposée sur la maison par la Société d'Histoire et d'Archéologie de Nantes et de Loire-Atlantique rappelle le séjour de la jeune nantaise Sophie Trébuchet dans une maison (non-définie) de la rue :
« Elle y rencontra le Capitaine Léopold Sigisbert Hugo, depuis Général, qu'elle épousa le 15 novembre 1797 à Paris. De leur union naquit, en 1802, le futur poète Victor Hugo. »

## Galerie

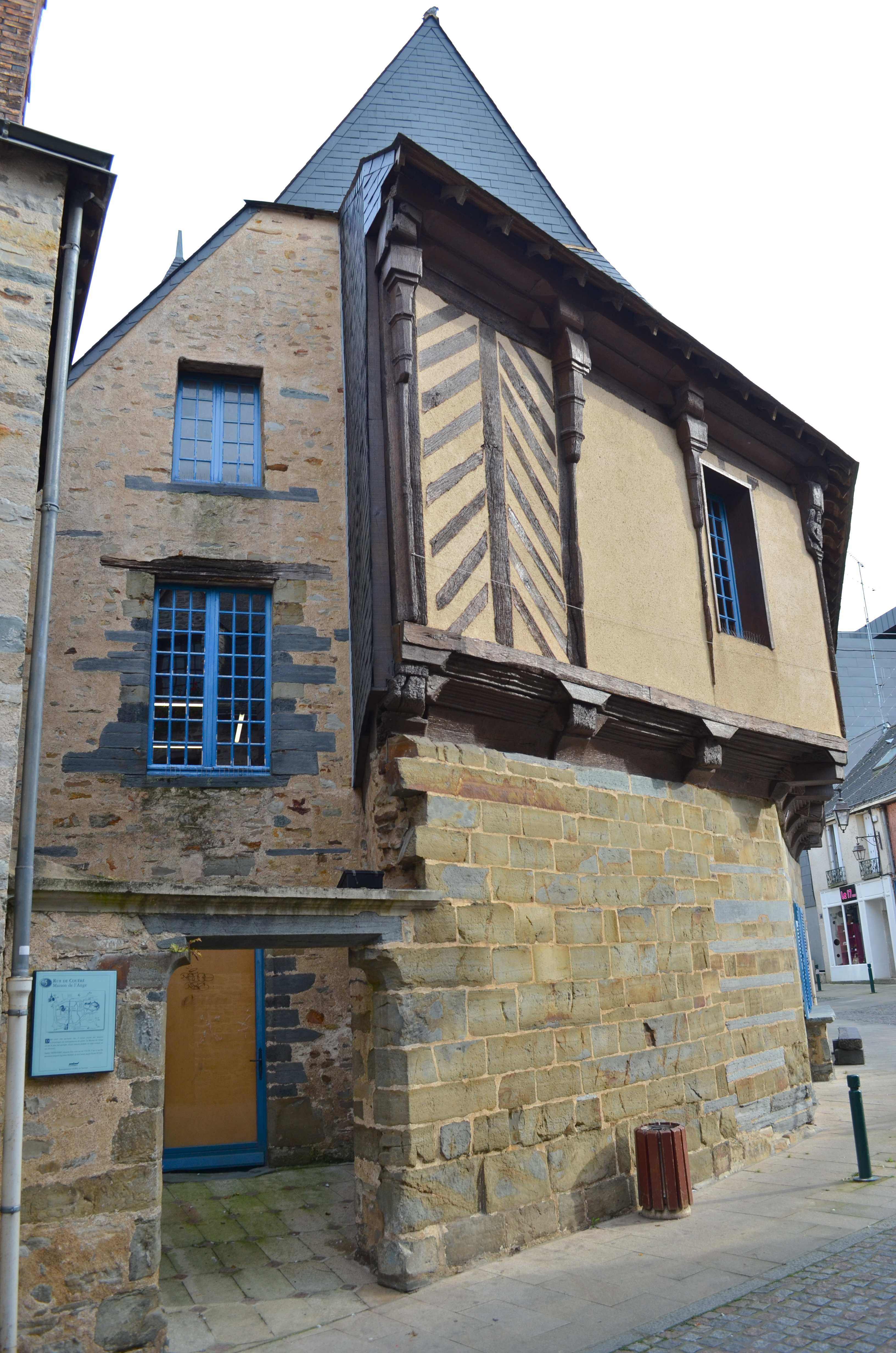
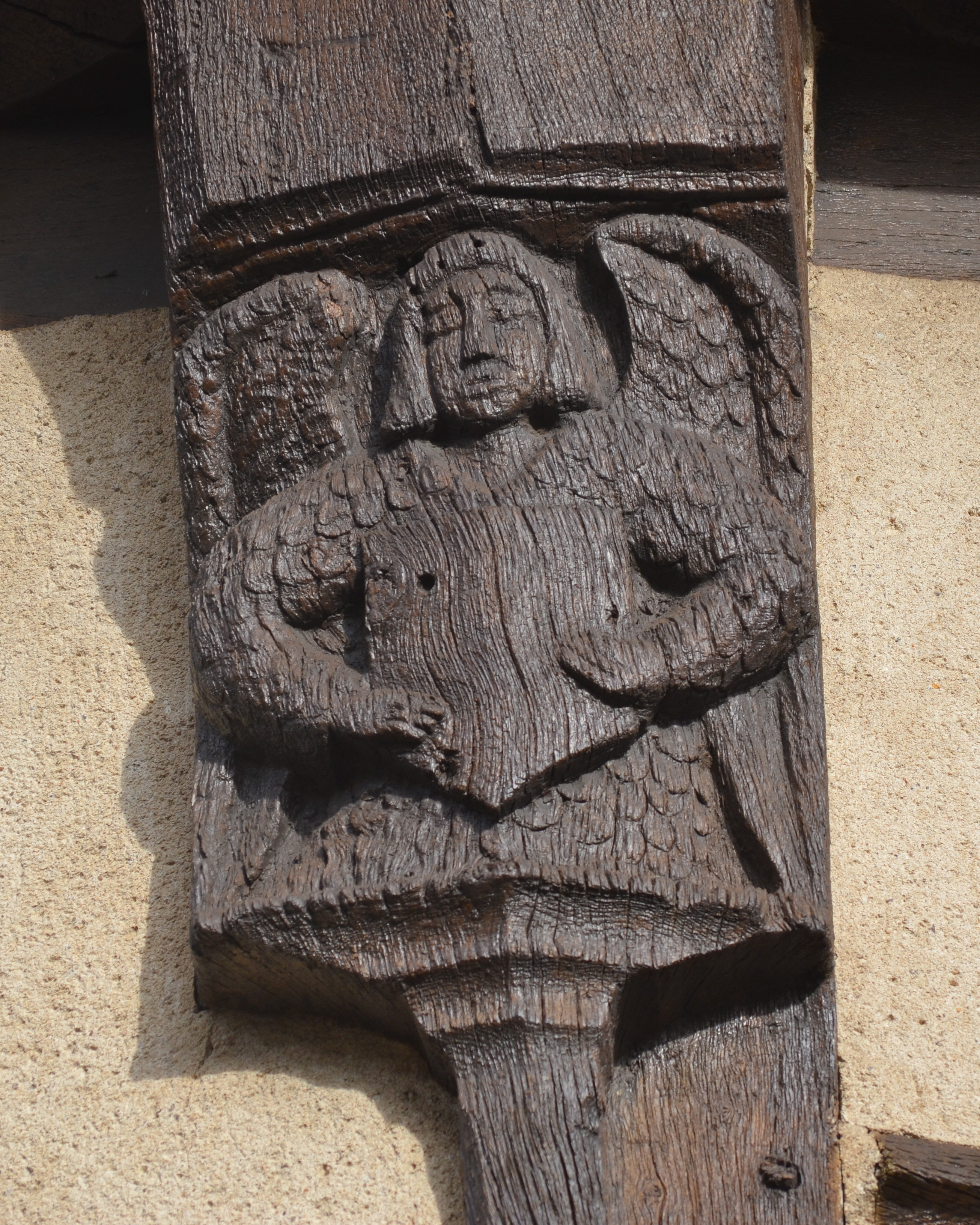
L'Ange sculpté sur un chevron